# A Knight Errant
Pour plus de détails, voir Fiche technique et Distribution.
A Knight Errant (« Un Chevalier Errant ») est un film muet en noir et blanc britannique réalisé par J. H. Martin, sorti en 1907.

## Synopsis
Une fée aide un chevalier à sauver une princesse d'un ogre, d'une sorcière et d'un nain.

## Fiche technique
- Titre original : A Knight Errant
- Réalisation : J. H. Martin
- Scénario : Langford Reed
- Producteur : Robert W. Paul
- Distributeur : Robert W. Paul
- Pays d'origine :  Royaume-Uni
- Langue : anglais
- Format : Noir et blanc – 1,33:1 – 35 mm – Muet
- Genre : fantasy
- Longueur de pellicule : 146 m
- Année : 1907
- Dates de sortie :
  -  Royaume-Uni : mars 1907
  -  États-Unis : avril 1907

## Distribution
- Langford Reed : le chevalier